# Den store udskiftning
 Ikke at forveksle med Udskiftningen under landboreformerne i Danmark
|  | Sammenskrivningsforslag Artiklen Befolkningsudskiftning er foreslået føjet ind i Den store udskiftning. (Siden maj 2025) Diskutér forslaget |

Den store udskiftning (fransk: grand remplacement, engelsk: Great Replacement), også kendt som udskiftningsteorien, er en hvid-nationalistisk højreekstremistisk konspirationsteori, der postulerer, at den hvide franske befolkning - såvel som andre hvide europæiske befolkninger - er i gang med at blive progressivt udskiftet med ikke-europæiske folk, primært arabere, berbere og sorte muslimske befolkningsgrupper fra Afrika og Mellemøsten. Dette sker angiveligt i kraft af  masseindvandring, demografisk vækst og et europæisk fald i fødselsraten.
Ifølge teorien skulle dette ske med bevidst støtte eller samarbejde fra "udskiftningsvenlige" europæiske eliter.
Langt de fleste forskere har afvist påstanden om en "stor udskiftning" som værende baseret på en fejllæsning af immigrationsstatistikker og uvidenskabelige, racefordomsfulde syn.
Teorien blev populariseret af den franske forfatter Renaud Camus i dennes bog af samme navn fra 2012.
Blandt danske tilhængere af teorien er Morten Uhrskov Jensen, Rasmus Paludan og Martin Henriksen. Daværende formand for Nye Borgerliges Ungdom Malte Larsen brugte i 2023 udtrykket "befolkningsudskiftning" og satte det i forbindelse med antagelser om Europas etniske sammensætning i fremtiden. I den forbindelse benægtede han, at hans ideer stammede fra Camus.